# Sandy Sánchez
Sandy Sánchez (Manatí, 24 de abril de 1994) é um futebolista cubano que atua como goleiro. Atualmente defende o Las Tunas.